# 長谷川晶
長谷川 晶（はせがわ あきら、1925年（大正14年）3月3日 - 2005年（平成17年）6月11日）は、日本の洋画家・抽象画家である。

## 来歴
1925年3月3日北海道旭川にて、国鉄の車掌区に勤務していた父馨と母キヨとの次男として生まれる。稚内の小学校を卒業し、北海道庁立旭川中学校（5年制）を卒業後、北海道大学理学部臨教数学課へ進学。子供の頃から絵や漫画を描くのが得意であった。油絵を始めたのは大学に入ってからで、当時札幌在住の菊地精二に師事した。太平洋戦争末期、徴兵で旭川師団に入隊したが、まもなく終戦。卒業後、1946年21歳で函館高等女学校の数学教師として就職した。そこで田辺三重松と出会い師事した。この頃より全道展、行動展に積極的に応募し、1950年代後半から1960年代前半にかけて頭角を現し、国内の美術展で大賞を受賞し、また、サンパウロビエンナーレ等の国際展にも招待出品されるに至った。
1959年に13年続けた教員生活にピリオドを打ち、1960年35歳の時、妻子と共に神奈川県鎌倉へ転居した。その後、神奈川県相模原市、東京都世田谷区と転居し、1982年（昭和57年）に、長年アトリエとしていた使用していた町田市小野路町の小屋を、自宅兼アトリエに建替えて転居し、終の棲家となった。
画業を続ける傍ら、1962年より1970年まで武蔵野美術大学にて非常勤講師としてデッサンを教えたり、1970年からはイラストレーターを養成する講談社フェーマススクールズのインストラクターとなり、その後、同社が全国展開する「こども美術学園」の本部指導責任者となり、幼児美術教育の指導者の育成や講演に長年携わった。また、1972年より、浜松の医師の油絵同好会であった「ぬたる会」の指導も始め、晩年病で倒れるまで長年続けた。
本業の画業については、銀座の村松画廊や井上画廊等にて個展やグループ展を、1999年7月まで不定期に数多く開催し、自己表現としての作品を発表した。1999年12月に2度目の脳梗塞を患いリハビリ生活となり、回復することなく2005年6月11日永眠した。

## 作風
当初は田辺三重松に師事していたこともあり具象画も描いていたが、評価を得たのは抽象作品で、赤と黒を基調とした作品も多く、また、板に塗った絵具やペンキの一部にガソリンをかけ、火を点けて焼き焦がすなどの手法で制作した作品を発表している。
ある時期には、元来機械いじりが好きであったこともあり、床に置いた12畳大の舞台のような板から、無数の銅パイプが上下にアトランダムに動く作品を発表したり、同じく床に置いた真っ赤な舞台から積木のような小木片が不規則に立ったり倒れたりする作品を制作し、奇妙な世界を演出したりした。その後も、作品の一部が動く作品や、平面に工業廃材を取り付け着色した作品や、廃材そのもののバランスや美を表現するオブジェなどの作品を発表している。
また、シルクスクリーンについても本格的に取り組んでおり、他の抽象作品と相通じるコンセプトをデザインした作品を残している。
また、一方で、若いころ修行した油絵による風景画も得意とし、桜島や昭和新山等の雄大な風景画や、「ぬたる会」による海外スケッチ旅行に同行し、いくつかの海外の風景の作品を残している。本人としては本業とは捉えていなかったものの、独特のタッチと色彩の世界があり、具象画である風景画の愛好者もいる。

## エピソード
- 中学生時代はマンガを描くのが得意で、授業中マンガを描いていて教師に見つかり、職員室に呼ばれ座らされて叱られ、また、マンガにして皆を笑わせていた。
- 軍隊時代に、よほど絵を描きたかったのか、上官の許可をもらい、絵の道具を送ってほしいと実家に連絡してきた。
- 函館時代、友人の画家・平川勇と、オンボロのダットサンで、当時としては珍しい自動車での日本一周旅行を実施し、帰還時には多くの報道陣が集まった。
- 相模原に住んでいた40歳頃、知人と電動の自動靴磨き機の開発を企て、アトリエにて試作に没頭したが、事業化には至らず失敗した。
- 美大のデッサン講師の職があり、二つ返事で受けてきたが、本人は正式にデッサンを習ったことがなく、自宅に石膏胸像を急遽購入。短期間猛特訓の結果、完璧に技術を習得し、学生に教えることとなった。
- 町田市小野路町に最初に建てたアトリエは、空いている時間を利用し自らの手で材木や廃材を調達し、建築したものであった。

## 受賞歴
- 全道美術協会賞(第12回全道展）
- 行動美術賞(第13回行動展）
- ウィリアムフリュー賞（1958年カーネギー国際美術展）

## 作品収蔵
- 北海道立函館美術館
- 神奈川県立近代美術館
- カーネギー美術館（アメリカ合衆国ペンシルバニア州ピッツバーグ）
- コーコラン美術館（アメリカ合衆国ワシントンDC）